# آلن ویلیامز (بسکتبال)
آلن ویلیامز (انگلیسی: Alan Williams؛ زادهٔ ۲۸ ژانویهٔ ۱۹۹۳) بازیکن بسکتبال اهل ایالات متحده آمریکا است.
از باشگاه‌هایی که در آن بازی کرده‌است می‌توان به بروکلین نتس، چینگدائو دابل استار، و فینیکس سانز اشاره کرد.